# Contea di Grand Isle
La contea di Grand Isle, in inglese Grand Isle County, è una contea dello Stato del Vermont, negli Stati Uniti d'America. La popolazione al censimento del 2000 era di 6 901 abitanti. Il capoluogo di contea è North Hero.
La contea fu creata nel 1802, attingendo ad alcune parti delle contee di Franklin e Chittenden.

## Geografia fisica
La contea si trova all'estremità nord-occidentale del Vermont. L'U.S. Census Bureau certifica che l'estensione della contea è di 505 km², di cui 290 km² coperti da acque interne. La contea di Grand Isle è la più piccola dello Stato in termini di superficie e consiste in una penisola che si estende nel lago Champlain e alcune isole nel lago. Quattro delle 5 cittadine (North Hero, South Hero, Grand Isle e Isle La Motte) sono situate su isole nel lago Champlain. La contea è collegata con un ponte alla terraferma degli Stati di New York e Vermont.

### Contee confinanti
- Contea di Franklin - est
- Contea di Chittenden - sud
- Contea di Clinton (New York) - ovest
- Municipalità regionale della contea di Le Haut-Richelieu (Quebec, Canada) - nord

## Comuni
La Contea di Grand Isle conta 5 comuni, tutti con lo status di town.
- Alburgh - town
- Grand Isle - town
- Isle La Motte - town
- North Hero - (capoluogo) town
- South Hero - town

### Località
- Alburgh